# Maarounah
Maarounah (tiếng Ả Rập: معرونة) là một ngôi làng của Syria ở huyện Al-Tall thuộc tỉnh Rif Dimashq. Theo Cục Thống kê Trung ương Syria (CBS), Maarounah có dân số 1.153 trong cuộc điều tra dân số năm 2004.